# Aljaksandr Koetsjynski
Aljaksandr Koetsjynski (Wit-Russisch: Аляксандр Кучынскі) ook wel geschreven als Aleksandr Koetsjinski, Aleksandr Koesjinski, Aleksandr Kuchynski of Aleksandr Kuschynski (Orsja, 27 oktober 1979) is een voormalig Wit-Russisch wielrenner.

## Carrière
In 2004 tekende Koetsjynski zijn eerste contract bij Amore & Vita-Beretta. In zijn eerste seizoen behaalde hij drie overwinningen: het eindklassement van de Ronde van de Abruzzen (die hij in 2002, zonder contract, ook al wist te winnen), een etappe in de Ronde van Slovenië en de eerste editie van de Châteauroux Classic de l'Indre. Het seizoen erna wist hij geen overwinning te behalen, al kwam hij met een tweede plaats in de vijfde etappe van de Internationale Wielerweek dichtbij.
Koetsjynski reed in dienst van Ceramica Flaminia in 2006 zijn eerste "Monument"; Parijs-Roubaix. Deze wedstrijd, die gewonnen werd door Fabian Cancellara, reed hij niet uit. Later in dat jaar reed hij voor de vierde maal in zijn carrière de wegrit op het wereldkampioenschap wielrennen. Net als de twee voorgaande jaren wist hij de eindstreep niet te halen.
Na één seizoen verliet Koetsjynski de Italiaanse ploeg en tekendde bij het eveneens Italiaanse Liquigas. Namens de ProTour-ploeg wist hij voor het eerst in zijn loopbaan een klassieker uit te rijden: in de Ronde van Vlaanderen werd hij 46e. In het najaar van 2007 werd hij vijftiende op het wereldkampioenschap op de weg, 49 seconden achter winnaar Paolo Bettini. Koetsjynski bleef uiteindelijk vier seizoenen bij Liquigas, met als hoogtepunt een tweede plaats in Gent-Wevelgem in 2009. In de straten van Wevelgem moest de Wit-Rus enkel zijn meerdere erkennen in Edvald Boasson Hagen. Ook reed hij op de Olympische Spelen van 2008 in Peking de wegrit, hierin eindigde hij op plek 72.
Na de jaren in Italië tekende Koetsjynski in 2011 een contract bij het Russische Katjoesja. In zijn eerste seizoen in Russische dienst reed hij zijn eerste Ronde van Italië, na eerder al viermaal de Ronde van Frankrijk te hebben gereden. Koetsjynski speelde geen belangrijke rol in de eerste Grote Ronde van het jaar en finishte op een anonieme 89e plaats in het eindklassement. Een maand later werd hij voor de derde maal in zijn loopbaan Wit Russisch kampioen op de weg door Kanstantsin Siwtsow en Branislaw Samojlaw respectievelijk één en twee seconden voor te blijven. In het najaar mocht Koetsjynski wederom een Grote Ronde rijden, ditmaal de Ronde van Spanje. Ook hier stond de Wit-Rus voor het eerst aan de start. In de teamproloog werd Koetsjynski met Katjoesja tiende. Twee weken na de Ronde van Spanje behaalde Koetsjynski nog een 33e plaats op het wereldkampioenschap.
Aan het eind van het seizoen 2014 kreeg de inmiddels 35-jarige Wit-Rus geen nieuw contract bij Katjoesja. Hij deed noodgedwongen twee stappen terug en tekende een contract bij het Wit-Russische continentale team Minsk Cycling Club. Bij zijn eerste officiële koers voor zijn nieuwe ploeg liet hij meteen van zich spreken: in de Sotsji Cup werd hij vierde. Zijn eerste overwinning voor de ploeg behaalde hij in augustus, toen hij de eerste etappe van de Ronde van Szeklerland wist te winnen. De leiderstrui raakte hij na één dag kwijt aan de Oostenrijker Clemens Fankhauser, wel won Koetsjynski het puntenklassement.

## Belangrijkste overwinningen
2002
Eindklassement Ronde van de Abruzzen
2004
Eindklassement Ronde van de Abruzzen
1e etappe Ronde van Slovenië
Châteauroux Classic de l'Indre
2005
Eindklassement Boucles de la Mayenne
 Wit-Russisch kampioen op de weg, Elite
2006
Memorial Oleg Djatsjenko
2007
1e, 2e en 4e etappe Vijf ringen van Moskou
Eindklassement Vijf ringen van Moskou
2010
 Wit-Russisch kampioen op de weg, Elite
2011
 Wit-Russisch kampioen op de weg, Elite
2015
1e etappe Ronde van Szeklerland
Puntenklassement Ronde van Szeklerland

## Resultaten in voornaamste wedstrijden
| Jaar | Ronde van Italië | Ronde van Frankrijk | Ronde van Spanje |
| ---- | ---------------- | ------------------- | ---------------- |
| 2002 |                  |                     |                  |
| 2003 |                  |                     |                  |
| 2004 |                  |                     |                  |
| 2005 |                  |                     |                  |
| 2006 |                  |                     |                  |
| 2007 |                  | 89e                 |                  |
| 2008 |                  | 128e                |                  |
| 2009 |                  | 92e                 |                  |
| 2010 |                  | 85e                 |                  |
| 2011 | 89e              |                     | 143e             |
| 2012 | 119e             | 145e                |                  |
| 2013 |                  | 141e                |                  |
| 2014 |                  |                     |                  |

| Jaar | Milaan-San Remo | Gent-Wevelgem | Ronde van Vlaanderen | Parijs-Roubaix | Luik-Bast.‑Luik | Omloop Het Nieuwsblad |  | WK op de weg |  | Wereldranglijsten |
| ---- | --------------- | ------------- | -------------------- | -------------- | --------------- | --------------------- |  | ------------ |  | ----------------- |
| 2002 |                 |               |                      |                |                 |                       |  | 85e          |  |                   |
| 2003 |                 |               |                      |                |                 |                       |  |              |  |                   |
| 2004 |                 |               |                      |                |                 |                       |  | opgave       |  |                   |
| 2005 |                 |               |                      |                |                 |                       |  | opgave       |  |                   |
| 2006 |                 |               |                      | opgave         |                 |                       |  | opgave       |  |                   |
| 2007 |                 |               | 46e                  | opgave         |                 |                       |  | 15e          |  | 150e (UPT)        |
| 2008 | 117e            | 113e          | 67e                  | 76e            |                 | 5e                    |  |              |  |                   |
| 2009 | opgave          | ↑             | 38e                  | 52e            | opgave          |                       |  | opgave       |  | 74e (UWK)         |
| 2010 |                 | 9e            | opgave               |                |                 |                       |  |              |  |                   |
| 2011 | opgave          |               | opgave               | opgave         |                 |                       |  | 33e          |  |                   |
| 2012 |                 | 112e          | 91e                  | opgave         |                 | 89e                   |  | 93e          |  |                   |
| 2013 | opgave          | opgave        | opgave               |                |                 | 21e                   |  |              |  |                   |
| 2014 | 75e             |               | 100e                 | opgave         |                 | 22e                   |  |              |  |                   |

## Ploegen
- 2004 –  Amore & Vita-Beretta
- 2005 –  Amore & Vita-Beretta-Polska
- 2006 –  Ceramica Flaminia
- 2007 –  Liquigas
- 2008 –  Liquigas
- 2009 –  Liquigas
- 2010 –  Liquigas-Doimo
- 2011 –  Katjoesja Team
- 2012 –  Katjoesja Team
- 2013 –  Katjoesja Team
- 2014 –  Team Katjoesja
- 2015 –  Minsk Cycling Club